# فريق التنين
فريق التنين للاستعراض الجوي. (بالإنجليزية: Dragões (Portuguese Air Force))‏.هو فريقًا للتدريبات الجوية للقوات الجوية البرتغالية التي كانت تعمل في الخمسينات.

## التأسيس والتشكيل
تم إنشاؤه في عام 1956 كجزء من اسكادرا 20 (السرب 20) ، ومقرها في قاعدة أوتا الجوية وطار مقاتلات F-84 Thunderjet النفاثة حتى يتم تعطيلها في عام 1958. في وقت لاحق من نفس العام، تم إعادة تنشيطه كجزء من Esquadra 51 (51st السرب) ، ومقرها في قاعدة ريال مدريد الجوية وطائرات F-86 Sabre النفاثة، يجري بالتأكيد توقف بعد فترة وجيزة.